# Indien au trou
L’Indien au trou (en portugais: Índio do Buraco), né vers 1960 et mort en août 2022, est, au moment de sa mort, le dernier survivant d’un groupe ethnique inconnu d’Amazonie (les Tanaru) probablement massacré par les fermiers et les accapareurs de terres durant les années 1980 et 1990. 
À la suite de cet événement, l’homme, dont on estime qu’il est né vers 1960, a commencé à errer, seul, dans la région amazonienne située à l’ouest de Rondônia, près de la ville de Corumbiara. Son surnom vient d’un trou d’environ un mètre de longueur, un demi-mètre de largeur et plus de trois mètres de profondeur, systématiquement retrouvé à l’intérieur des huttes de paille qu’il a construites.
Les registres de la Fondation nationale de l’Indien (FUNAI) relèvent son existence à partir de 1996, mais ce n’est que l’année suivante que les agents de la fondation peuvent établir un contact visuel avec lui. Bien qu’ils n’aient jamais communiqué avec l’homme, il est supposé, sur la base de traces et de récits de tribus connues dans la région, que sa famille a été assassinée en 1995 par des personnes voulant prendre possession de terres autochtones. Cette même raison a motivé pendant des années le génocide d’innombrables peuples autochtones des régions amazoniennes,,.
Le 24 août 2022, il est retrouvé mort par la FUNAI à son domicile, « allongé dans le hamac et orné [de plumes d’ara] comme s’il attendait la mort », comme l’a commenté plus tard un expert autochtone. Le corps est transféré à Porto Velho pour autopsie, dans le but d’établir la cause du décès. Le 27 août 2022, l’expert autochtone Marcelo dos Santos déclare que l’homme doit être enterré au même endroit où il a vécu et est mort, dans un mémorial construit par l’État, et que le territoire doit être immédiatement protégé car il risque d’être envahi et dégradé.

## Génocide
En 1986, plusieurs récits sur le massacre en Rondônia d’autochtones isolés ont commencé à se répandre. Les assassinats auraient commencé après la construction d’une route dans le sud de l’État dans les années 1970, et se sont poursuivis dans la décennie suivante. Après ces rapports, Marcelo Santos, un employé de la FUNAI, accompagné du cinéaste Vincent Carelli, se rendent dans la région et réussissent à filmer des ustensiles et des traces témoignant de l’existence d’un ancien village dans le lieu indiqué, avant d’être chassés par un fermier qui leur interdit de revenir. Discrédité et accusé d’être un ennemi du développement, Santos quitte la fondation et l’histoire tombe dans l’oubli,,.
En 1995, Santos revient à la FUNAI, cette fois en tant que directeur de la région des personnes isolées de Rondônia. Il est retourné sur les lieux du massacre avec Carelli, à la recherche de survivants, et accompagné cette fois par des journalistes du journal Estado de S. Paulo. L’expédition a prouvé l’existence d’autochtones dans la région. Filmés et photographiés, ils sont à la une des principaux journaux du Brésil. Les fermiers, en revanche, ont contesté les images en prétendant qu’il s’agissait de montages fabriqués par la FUNAI.

## Contacts
L’expédition a poursuivi sa recherche des traces des groupes assassinés et d’éventuels survivants. Ils ont trouvé des huttes de paille, à différents endroits, avec un grand trou creusé à l’intérieur. Ils ont par la suite baptisé celui qui les construisait et y habitait l’« Indien au trou ». Celui-ci a finalement été vu à l’intérieur de l’une de ces maisons, mais il a fui sans prendre contact. Parmi les témoignages de sa vie quotidienne, il y avait une petite zone de plantation utilisée pour cultiver du maïs et du manioc, des pièges pour la chasse et des signes d’extraction du miel dans les ruches, en plus de la hutte dotée de cette fosse ouverte à l’intérieur. Il se serait servi de ce trou à la fois comme piège et pour se protéger lui-même. C’est cette caractéristique qui est maintenant utilisée pour identifier les lieux d’habitation détruits du groupe ethnique auquel l’homme isolé appartiendrait,,.
Depuis 1997, plusieurs expéditions de la FUNAI sont envoyées au Rondônia pour découvrir la localisation et les conditions de survie de cette personne. En 1998, des décrets gouvernementaux viennent établir une réserve territoriale qui lui est exclusivement dédiée autour de ses lieux de vie. Toutes les expéditions menées échouent à communiquer avec l’« Indien » : il évitait toute approche, abandonnant les lieux ou réagissant de manière agressive s’il se sentait pris au piège. Il a même lancé des flèches sur les employés de la fondation, blessant l’un d’eux en 2006. Après cet épisode, la FUNAI a décidé de changer de stratégie : en 2007, elle a établi une zone interdite de 80 kilomètres autour de la région où vit l’homme, tout en surveillant son errance et en veillant à la protection de sa réserve territoriale. La seule forme de communication maintenue avec lui est une offrande de nourriture, laissée au milieu de la forêt,,.

## Tentative d’assassinat et organisation de la protection
En 2009, Vincent Carelli sort le long métrage primé « Corumbiara »,  contenant des enregistrements cinématographiques de peuples autochtones isolés dans la région amazonienne. L’une des scènes du film montre un fermier qui menace de tirer sur l’« Indien au trou » s’il le voit. En novembre de la même année, l’un des postes de contrôle de la FUNAI dans la réserve est attaqué et ravagé par un groupe armé. La bande détruit une antenne de radio, des panneaux solaires photo-voltaïques, des tables, des chaises des étagères et un poêle à bois, laissant devant la base deux cartouches de fusil de chasse utilisées. Selon la fondation, il s’agissait de l’œuvre de fermiers de la région, mécontents de la restriction imposée à l’utilisation de la terre autochtone Tanaru, qui compte 8 070 hectares et se trouve à proximité de Corumbiara. Les traces observées sur le site indiquent cependant que l’« Indien » aurait survécu à l’attaque,.
En janvier 2010, alertées par l’attaque, les organisations de défense des autochtones publient une lettre attirant l’attention sur les conditions critiques des groupes isolés d’Amazonie, en particulier des tribus de Rondônia. Le message, adressé au président du Brésil de l’époque, Luiz Inácio Lula da Silva, se plaignait également de la menace pesant sur les groupes dont des constructions laissent les traces  dans la vallée du Guaporé et du Rio Madeira. En mai de la même année, les Nations unies tiennent une réunion de consultation sur les directives de protection des peuples autochtones isolés et en contact initial d’Amazonie et du Gran Chaco. Les procureurs du ministère public fédéral ont affirmé que l’institution tentait d’appliquer le « principe de précaution » afin d’éviter tout contact et toute modification des terres habitées par les autochtones, compte tenu de l’interdépendance de ces peuples avec l’environnement dans lequel ils vivent,.

## Fictionalisation
L’histoire de l’« Indien au trou » a été transposée en un livre, écrit par le journaliste américain Monte Reel : The Last of the Tribe: The Epic Quest to Save a Lone Man in the Amazon, publié en 2010 par la maison d’édition Simon & Schuster. Les droits cinématographiques du livre ont été achetés par une productrice d’Hollywood.